# Шри-янтра

Шри Янтра, один из вариантов

Шри́-я́нтра — наиболее знаменитая из всех тантрических янтр. Представляя собой мистическое устройство космоса, Шри Янтра образована взаимным пересечением треугольников в двух направлениях: четыре вершинами вверх, символизируя мужской принцип, и пять вершинами вниз, символизируя женский принцип. Эта янтра изобретена для того, чтобы дать образ полноты и целостности существования.
Существуют как плоские изображения (часто — разноцветные), так и объёмные (например, отлитые из бронзы).

## Построение
Построение рисунка вне центральной окружности варьируется от примера к примеру. Построение же рисунка внутри окружности приводит к необходимости или кропотливой подгонки или вычислений. Классическая литература не содержит описания внутренней конструкции, которая позволила бы свести её к единому геометрическому представлению. Встречающиеся в литературе описания допускают бесконечное количество форм, каждая из которых определяется теми или иными ограничениями. Различными авторами высказывались доводы в пользу той или иной формы.
Для практического построения символа используются различные рецепты, а для зрительной компенсации получившихся неточностей линии искусственно уширяются. Методы приближённых вычислений позволяют с любой наперёд заданной точностью рассчитать параметры фигуры, соответствующей заранее наложенным условиям.